# NGC 857
NGC 857 est une galaxie lenticulaire située dans la constellation du Fourneau. NGC 857 a été découverte par l'astronome britannique John Herschel en 1835.

## Caractéristiques
Sa vitesse par rapport au fond diffus cosmologique est de 3 310 ± 27 km/s, ce qui correspond à une distance de Hubble de 48,8 ± 3,4 Mpc (∼159 millions d'al).

## Groupe d'IC 1788
NGC 857 fait partie d'un petit groupe de galaxies de 4 membres, le groupe d'IC 1788. Les deux autres galaxies du groupe sont IC 1783 et ESO 415-10.